# Trebuchet MS
Trebuchet MS é uma família tipográfica sem-serifa desenhada por Vincent Connare para a Microsoft Corporation em 1996. Se chamou devido ao trabuco, uma arma de cerco medieval.

## Exemplo de Trebuchet MS
O parágrafo seguinte está escrito em Trebuchet MS , caso esteja instalada no seu computador, senão é utilizada o tipo de letra monospace.

Design é um termo da língua inglesa que se refere a um determinado esforço criativo, seja bidimensional ou tridimensional, segundo o qual se projetam objetos ou meios de comunicação diversos para o uso humano. A tradução em português é portanto "projeto" e não "desenho", da qual é um falso cognato. Por este fato, ela é às vezes erroneamente traduzida como "desenho", mas não se refere diretamente ao ato de desenhar. Devido à influência da literatura inglesa e à baixa qualidade de algumas traduções, é comum encontrar nos países de língua portuguesa a palavra original, de forma que o profissional que trabalha na área de design (i.e. o projetista) é comumente chamado de designer.

ABCDEFGHIJKLMNOPQRSTUVWXYZ

abcdefghijklmnopqrstuvwxyz

1234567890

Exemplos de caracteres

IPA: /ɪgˈzɑːmpəl əv aɪpiːˈeɪ tɹɑːnˈskɹɪpʃən/.

Caracteres árabes: العربية.

Caracteres hebraicos: עברית.

Caracteres cirílicos: Кирилица.

Caracteres gregos: Ελληνικά.